# Propagación mundial del H5N1
La propagación mundial de la influenza H5N1 en pájaros se considera una amenaza pandémica importante. Si bien se conocen otras cepas de influenza de la  H5N1, estas son significativamente diferentes a nivel genético de esta cepa emergente, la cual es altamente patógena, y que pudo lograr una propagación mundial sin precedentes en 2008. La cepa de H5N1 es una cepa de  gripe aviaria de rápida mutación y altamente patogénica, la cual se encuentra en múltiples especies de aves. Es tanto una cepa epizoótica (siendo capaz de ocasionar una epidemia en no-humanos) y panzoótica (causante de infecciones que afectan a animales de muchas especies, especialmente en un área ancha).  A menos que se indique lo contrario, "H5N1" en esta línea de tiempo se refiere a la reciente cepa altamente patógena de H5N1. Decenas de millones de aves han muerto a causa de la influenza H5N1 y se han sacrificado y eliminado cientos de millones de aves para limitar la propagación del H5N1. Los países que han informado de uno o más brotes importantes de H5N1 altamente patógeno en aves (causando al menos miles, pero en algunos casos, millones de aves muertas) son (en orden de aparición del primer brote): Corea del Sur, Vietnam, Japón, Tailandia, Camboya, Laos, Indonesia, China, Malasia, Rusia, Kazajistán, Mongolia, Turquía, Rumanía, Croacia, Ucrania, Chipre, Irak, Nigeria, Egipto, India, Francia, Níger, Bosnia, Azerbaiyán, Albania, Camerún, Myanmar, Afganistán, Israel, Pakistán, Jordania, Burkina Faso, Alemania, Sudán, Costa de Marfil, Yibuti, Hungría, Reino Unido, Kuwait, Bangladés, Arabia Saudí, Ghana, República Checa, Togo, Nepal y Bután.
Se ha encontrado cepas del H5N1 altamente patógenas en aves en estado salvaje en muchos otros países: Austria, Bulgaria, Dinamarca, Grecia, Irán, Italia, Polonia, Serbia, Montenegro, Eslovaquia, Eslovenia, España, Suecia y Suiza. La vigilancia del H5N1 en humanos, aves de corral, aves silvestres, gatos y otros animales sigue siendo muy limitada en muchas partes de Asia y África, por lo que aún se desconoce mucho sobre el alcance exacto de su propagación.
El H5N1 tiene variedades endémicas de baja patogenicidad en aves encontradas en América del Norte. El H5N1 tiene una variedad altamente patógena, la cual es endémica en docenas de especies de aves en el sur de Asia y algunas partes de África. Hasta ahora, es muy difícil que los humanos se infecten con el H5N1. Se ha demostrado la presencia del virus H5N1 altamente patógeno (mortal) en todo el mundo, tanto en aves silvestres (cisnes, urracas, patos, gansos, palomas, águilas, etc.), como en los pollos y los pavos de granja; y esto se ha demostrado en millones de casos con el virus aislado y secuenciado en cientos de casos, dando la prueba definitiva de la evolución de esta cepa y de este subtipo de la especie Influenzavirus A (un tipo de virus de gripe aviar).
El 25 de julio de 2008, la Organización de las Naciones Unidas para la Agricultura y la Alimentación (FAO) publicó una actualización de la situación de emergencia de la enfermedad de la influenza aviar, informando que la patogenicidad del H5N1 continuaba aumentando gradualmente en las áreas endémicas, pero la situación de la enfermedad de la influenza aviar en las aves de granja ha sido controlada a través de la vacunación. Se notificaron once brotes de H5N1 en todo el mundo en junio de 2008 en cinco países (China, Egipto, Indonesia, Pakistán y Vietnam) en comparación con los 65 brotes en junio de 2006 y los 55 brotes en junio de 2007.

## Casos humanos
| Casos de gripe aviaria tipo A (H5N1) confirmados en humanos Hasta el 10 de marzo de 2006            | Casos de gripe aviaria tipo A (H5N1) confirmados en humanos Hasta el 10 de marzo de 2006 | Casos de gripe aviaria tipo A (H5N1) confirmados en humanos Hasta el 10 de marzo de 2006 | Casos de gripe aviaria tipo A (H5N1) confirmados en humanos Hasta el 10 de marzo de 2006 | Casos de gripe aviaria tipo A (H5N1) confirmados en humanos Hasta el 10 de marzo de 2006 | Casos de gripe aviaria tipo A (H5N1) confirmados en humanos Hasta el 10 de marzo de 2006 | Casos de gripe aviaria tipo A (H5N1) confirmados en humanos Hasta el 10 de marzo de 2006 | Casos de gripe aviaria tipo A (H5N1) confirmados en humanos Hasta el 10 de marzo de 2006 | Casos de gripe aviaria tipo A (H5N1) confirmados en humanos Hasta el 10 de marzo de 2006 | Casos de gripe aviaria tipo A (H5N1) confirmados en humanos Hasta el 10 de marzo de 2006 | Casos de gripe aviaria tipo A (H5N1) confirmados en humanos Hasta el 10 de marzo de 2006 | Casos de gripe aviaria tipo A (H5N1) confirmados en humanos Hasta el 10 de marzo de 2006 | Casos de gripe aviaria tipo A (H5N1) confirmados en humanos Hasta el 10 de marzo de 2006 | Casos de gripe aviaria tipo A (H5N1) confirmados en humanos Hasta el 10 de marzo de 2006 | Casos de gripe aviaria tipo A (H5N1) confirmados en humanos Hasta el 10 de marzo de 2006 | Casos de gripe aviaria tipo A (H5N1) confirmados en humanos Hasta el 10 de marzo de 2006 |
| País                                                                                                | Fechas reportadas                                                                        | Fechas reportadas                                                                        | Fechas reportadas                                                                        | Fechas reportadas                                                                        | Fechas reportadas                                                                        | Fechas reportadas                                                                        | Fechas reportadas                                                                        | Fechas reportadas                                                                        | Fechas reportadas                                                                        | Fechas reportadas                                                                        | Fechas reportadas                                                                        | Fechas reportadas                                                                        | Total                                                                                    | Total                                                                                    | Total                                                                                    |
| --------------------------------------------------------------------------------------------------- | ---------------------------------------------------------------------------------------- | ---------------------------------------------------------------------------------------- | ---------------------------------------------------------------------------------------- | ---------------------------------------------------------------------------------------- | ---------------------------------------------------------------------------------------- | ---------------------------------------------------------------------------------------- | ---------------------------------------------------------------------------------------- | ---------------------------------------------------------------------------------------- | ---------------------------------------------------------------------------------------- | ---------------------------------------------------------------------------------------- | ---------------------------------------------------------------------------------------- | ---------------------------------------------------------------------------------------- | ---------------------------------------------------------------------------------------- | ---------------------------------------------------------------------------------------- | ---------------------------------------------------------------------------------------- |
| País                                                                                                | 2003                                                                                     | 2003                                                                                     | 2003                                                                                     | 2004                                                                                     | 2004                                                                                     | 2004                                                                                     | 2005                                                                                     | 2005                                                                                     | 2005                                                                                     | 2006                                                                                     | 2006                                                                                     | 2006                                                                                     | Total                                                                                    | Total                                                                                    | Total                                                                                    |
| País                                                                                                | casos                                                                                    | muertes                                                                                  | muertes                                                                                  | casos                                                                                    | muertes                                                                                  | muertes                                                                                  | casos                                                                                    | muertes                                                                                  | muertes                                                                                  | casos                                                                                    | muertes                                                                                  | muertes                                                                                  | casos                                                                                    | muertes                                                                                  | muertes                                                                                  |
| Camboya                                                                                             |                                                                                          |                                                                                          |                                                                                          |                                                                                          |                                                                                          |                                                                                          | 4                                                                                        | 4                                                                                        | 100 %                                                                                    |                                                                                          |                                                                                          |                                                                                          | 4                                                                                        | 4                                                                                        | 100 %                                                                                    |
| China                                                                                               |                                                                                          |                                                                                          |                                                                                          |                                                                                          |                                                                                          |                                                                                          | 8                                                                                        | 5                                                                                        | 62.5 %                                                                                   | 7                                                                                        | 5                                                                                        | 71.4 %                                                                                   | 15                                                                                       | 10                                                                                       | 75.0 %                                                                                   |
| Indonesia                                                                                           |                                                                                          |                                                                                          |                                                                                          |                                                                                          |                                                                                          |                                                                                          | 17                                                                                       | 11                                                                                       | 64.7 %                                                                                   | 11                                                                                       | 10                                                                                       | 90.9 %                                                                                   | 28                                                                                       | 21                                                                                       | 75.0 %                                                                                   |
| Irak                                                                                                |                                                                                          |                                                                                          |                                                                                          |                                                                                          |                                                                                          |                                                                                          |                                                                                          |                                                                                          |                                                                                          | 2                                                                                        | 2                                                                                        | 100 %                                                                                    | 2                                                                                        | 2                                                                                        | 100 %                                                                                    |
| Tailandia                                                                                           |                                                                                          |                                                                                          |                                                                                          | 17                                                                                       | 12                                                                                       | 70.6%                                                                                    | 5                                                                                        | 2                                                                                        | 40.0%                                                                                    |                                                                                          |                                                                                          |                                                                                          | 22                                                                                       | 14                                                                                       | 63.6%                                                                                    |
| Turquía                                                                                             |                                                                                          |                                                                                          |                                                                                          |                                                                                          |                                                                                          |                                                                                          |                                                                                          |                                                                                          |                                                                                          | 12                                                                                       | 4                                                                                        | 33.3%                                                                                    | 12                                                                                       | 4                                                                                        | 33.3%                                                                                    |
| Vietnam                                                                                             | 3                                                                                        | 3                                                                                        | 100 %                                                                                    | 29                                                                                       | 20                                                                                       | 69.0%                                                                                    | 61                                                                                       | 19                                                                                       | 31.1%                                                                                    |                                                                                          |                                                                                          |                                                                                          | 93                                                                                       | 42                                                                                       | 45.2%                                                                                    |
| Total                                                                                               | 3                                                                                        | 3                                                                                        | 100 %                                                                                    | 46                                                                                       | 32                                                                                       | 69.6%                                                                                    | 95                                                                                       | 41                                                                                       | 43.2%                                                                                    | 32                                                                                       | 21                                                                                       | 65.6%                                                                                    | 176                                                                                      | 97                                                                                       | 55.1%                                                                                    |
| Fuente Organización Mundial de la Salud (OMS) : Communicable Disease Surveillance & Response (CSR). |                                                                                          |                                                                                          |                                                                                          |                                                                                          |                                                                                          |                                                                                          |                                                                                          |                                                                                          |                                                                                          |                                                                                          |                                                                                          |                                                                                          |                                                                                          |                                                                                          |                                                                                          |